# Molycria dawson
Molycria dawson là một loài nhện trong họ Gnaphosidae.
Loài này thuộc chi Molycria. Molycria dawson được Norman I. Platnick & Barbara Baehr miêu tả năm 2006.